# Charte de Dongan
 (mars 2021).
La mise en forme du texte ne suit pas les recommandations de Wikipédia : il faut le « wikifier ».
Les points d'amélioration suivants sont les cas les plus fréquents :
- Les titres sont pré-formatés par le logiciel. Ils ne sont ni en capitales, ni en gras.
- Le texte ne doit pas être écrit en capitales (les noms de famille non plus), ni en gras, ni en italique, ni en « petit »…
- Le gras n'est utilisé que pour surligner le titre de l'article dans l'introduction, une seule fois.
- L'italique est rarement utilisé : mots en langue étrangère, titres d'œuvres, noms de bateaux, etc.
- Les citations ne sont pas en italique mais en corps de texte normal. Elles sont entourées par des guillemets français : « et ».
- Les listes à puces sont à éviter, des paragraphes rédigés étant largement préférés. Les tableaux sont à réserver à la présentation de données structurées (résultats, etc.).
- Les appels de note de bas de page (petits chiffres en exposant, introduits par l'outil «  Source ») sont à placer entre la fin de phrase et le point final[comme ça].
- Les liens internes (vers d'autres articles de Wikipédia) sont à choisir avec parcimonie. Créez des liens vers des articles approfondissant le sujet. Les termes génériques sans rapport avec le sujet sont à éviter, ainsi que les répétitions de liens vers un même terme.
- Les liens externes sont à placer uniquement dans une section « Liens externes », à la fin de l'article. Ces liens sont à choisir avec parcimonie suivant les règles définies. Si un lien sert de source à l'article, son insertion dans le texte est à faire par les notes de bas de page.
- La présentation des références doit suivre les conventions bibliographiques. Il est recommandé d'utiliser les modèles {{Ouvrage}}, {{Chapitre}}, {{Article}}, {{Lien web}} et/ou {{Bibliographie}}. Le mode d'édition visuel peut mettre en forme automatiquement les références.
- Insérer une infobox (cadre d'informations à droite) n'est pas obligatoire pour parachever la mise en page.

Pour une aide détaillée, merci de consulter Aide:Wikification.
Si vous pensez que ces points ont été résolus, vous pouvez retirer ce bandeau et améliorer la mise en forme d'un autre article.

La Charte de Dongan est un document de 1686 incorporant Albany, New York en tant que ville. La charte d'Albany a été émise par le gouverneur Thomas Dongan de la province de New York, quelques mois après que le gouverneur Dongan a publié une charte similaire, mais moins détaillée, pour la ville de New York. La ville d'Albany a été créée trois ans après le comté d'Albany. La charte est la plus ancienne charte de ville existante encore en vigueur aux États-Unis. Selon Stefan Bielinski, ancien historien principal du New York State Museum, la charte est aussi « sans doute l'instrument de gouvernement municipal le plus ancien de l'hémisphère occidental ». En 1936, le Congrès des États-Unis a commémoré le 250e anniversaire de la charte en frappant une pièce d'un demi-dollar.

## Histoire
Après que la ville de New York eut reçu une charte municipale du gouverneur Dongan, le gouverneur vint à Albany, date à laquelle le village envoya une délégation d'hommes éminents pour demander une charte qui leur était propre. Le Patroon, après avoir été encouragé par le gouverneur, a finalement libéré toutes les revendications à Albany et a confisqué une bande de terre de 1 milles (1,609344 km) de largeur et 16 milles (25,749504 km) de longueur jusqu'à Albany. À l'époque, Albany comptait environ 500 habitants vivant dans environ 140 maisons. En juillet 1686, une délégation conduite par Pieter Schuyler et Robert Livingston se rendit à New York pour recevoir la charte d'Albany ; la charte a été signée le 25 juillet 1686 et a été lue à haute voix aux citoyens d'Albany trois jours plus tard. À cause du fait que l'Angleterre et par extension d'Albany utilisaient le calendrier julien à l'époque, la date corrigée pour la signature du document sous le calendrier grégorien est le 1er août 1686.
Pendant la rébellion de Leisler, Jacob Leisler a exigé la confiscation des chartes d'Albany et de la ville de New York. New York a cédé mais le maire d'Albany, Pieter Schuyler, a refusé. Schuyler est devenu l'un des principaux dirigeants de la répression de la rébellion. La prochaine menace majeure pour le gouvernement de charte a eu lieu durant la Révolution américaine lorsque le Conseil commun a cessé de se réunir en 1775. Le Comité de sécurité local a repris les fonctions quotidiennes jusqu'en 1778, date à laquelle le Conseil commun a recommencé à se réunir.
Un défilé de la charte de Dongan a eu lieu en 1936 pour les célébrations du 250e anniversaire, et dans le cadre des cérémonies, le Congrès des États-Unis a autorisé la frappe d'une pièce d'un demi-dollar de la Charte d'Albany. Les célébrations du tricentenaire tenues en 1986 comprenaient une reconstitution de la signature et l'attribution de la charte par le gouverneur Mario Cuomo jouant le gouverneur Dongan et le maire Thomas Whalen jouant le maire Schuyler. Les festivités du tricentenaire ont aussi vu des feux d'artifice, de la musique, le dévoilement d'une horloge tricentenaire, un décollage en montgolfière de Lincoln Park et un gâteau assez grand pour nourrir des milliers de personnes. Des maires d'autres Albany du monde entier faisaient partie des dignitaires en visite qui ont été invités aux cérémonies et se sont vus offrir une visite de la ville par le maire Whalen.

## Dispositions

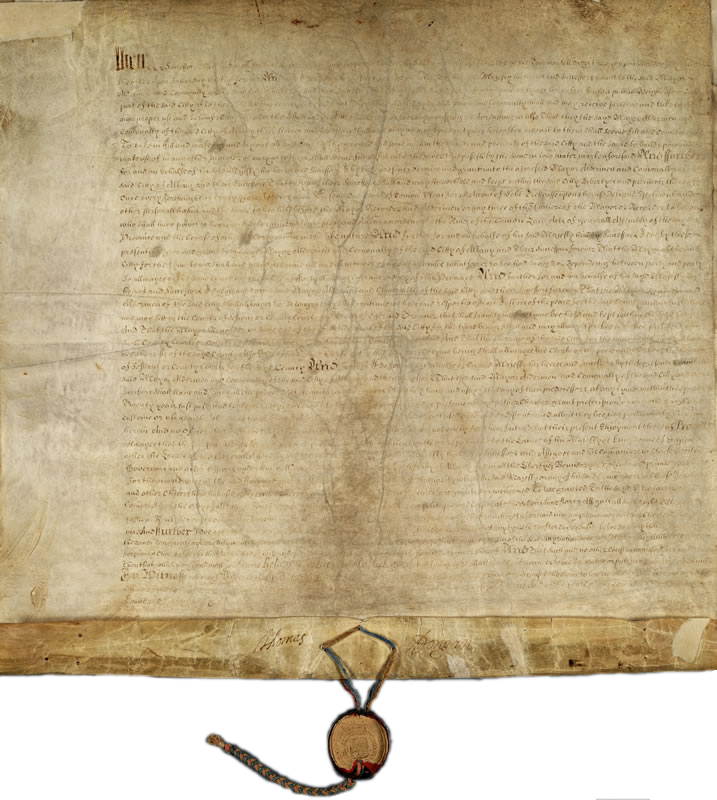
La charte originale de Dongan
partiellement dépliée

La charte a transformé le village d'Albany en une ville sous le nom de « Maire, échevins et commune de la ville d'Albany »,. Cela la séparait légalement de Rensselaerswyck, une propriété coloniale voisine. La charte a également établi les limites d'Albany et un gouvernement municipal, en plus de nommer spécifiquement les premiers officiers. Certains droits spéciaux ont également été inscrits dans la charte, comme le droit exclusif de négocier avec les Amérindiens. Il a également établi Albany comme la seule ville de marché dans la région du haut Hudson, avec le droit d'acheter des terres à Tionnderoge et Schaghticoke.
Le maire d'Albany était le dirigeant et choisi par le lieutenant-gouverneur. Il a également été désigné comme greffier du marché et coroner pour la ville et le comté d'Albany. Deux échevins et deux échevins adjoints ont été choisis dans chaque quartier et ont siégé au Conseil commun avec le maire et le secrétaire. Le maire, le greffier et les échevins étaient également des juges, les assistants n'ayant cependant aucun pouvoir judiciaire.
Le droit exclusif d'accorder des privilèges commerciaux n'importe où dans le comté d'Albany appartenait au maire et au conseil commun. Le comté d'Albany englobait alors tout le nord de l'État de New York et l'ouest du comté d'Ulster, ainsi que l'État du Vermont. Tous les résidents de New York, à l'exception de ceux d'Albany, ont été spécifiquement interdits de commerce avec toute nation iroquoise, ou avec toute autre tribu indigène à l'ouest, à l'est ou au nord de la ville d'Albany, ou avec des tribus indigènes n'importe où dans le comté d'Albany.

## Amendements ultérieurs
La charte de Dongan a été modifiée pour la première fois le 21 mars 1787 pour supprimer les pouvoirs du maire d'agir en tant que médecin légiste unique de la ville et du comté, et de réglementer le commerce avec les Indiens. Elle a continué à être utilisé avec seulement des changements mineurs jusqu'au 16 mars 1870,, quand elle a vu des changements majeurs par la législature de l'État en 1870 et 1883. Dans la révision de 1870, le nom officiel de la ville a été changé de « Le maire, les échevins et les communes de la ville d'Albany » à la « Ville d'Albany ». En 1998, la charte a été presque entièrement réécrite après un référendum municipal. Sur le plan juridique, cependant, la charte révisée a été considérée comme un amendement à la charte de Dongan,,.

## Pièce commémorative
Le Congrès des États-Unis a autorisé le 16 juin 1936 la frappe de 25 000 pièces d'un demi-dollar célébrant le 250e anniversaire de la Charte de Dongan,.
 